# بغم (عليا أردستان)
بغم (بالفارسية: بغم) هي قرية تقع في إيران في قسم علیا الريفي. يقدر عدد سكانها بـ 119 نسمة بحسب إحصاء 2016.